# Poèmes rock
Albums de CharlÉlie Couture
Pochette surprise
(1981) Quoi faire ?
(1982)
Sorti en 1981, Poèmes rock est le quatrième album de CharlÉlie Couture, et son deuxième album chez Island Records. Il comprend notamment le tube Comme un avion sans aile.

## Accueil et récompenses

### Accueil commercial
L'album est devenu disque d'or l'année de sa sortie.

### Accueil critique
En 1982, CharlÉlie Couture reçoit le Bus d'Acier pour l'album. En 2010, l'édition française du magazine Rolling Stone classe cet album 22e meilleur album de rock français. L'album est inclus dans l'ouvrage La discothèque parfaite de l'odyssée du rock de Gilles Verlant et Thomas Caussé, qui ajoutent également le titre Comme un avion sans aile à leur liste de 3 000 morceaux classiques du rock.

## Liste des titres de l'album
Toutes les chansons sont écrites et composées par CharlÉlie Couture.
| No  | Titre                                        | Durée |
| --- | -------------------------------------------- | ----- |
| 1.  | La ballade de Serge K                        | 4:10  |
| 2.  | Oublier                                      | 3:30  |
| 3.  | Tu m'as pas dit d'où tu venais               | 3:37  |
| 4.  | T'en va plus t'en va pas                     | 3:56  |
| 5.  | Envie de l'eau                               | 3:42  |
| 6.  | Comme un avion sans aile                     | 3:42  |
| 7.  | L'histoire du loup dans la bergerie          | 3:43  |
| 8.  | Longtemps, longtemps (Tu m'aimes en passant) | 2:26  |
| 9.  | Le chant de la colline (instrumental)        | 0:53  |
| 10. | Comme si on y croyait                        | 2:48  |
| 11. | Le fauteuil en cuir (Combien de temps)       | 4:43  |

## Personnel

### Musiciens
- CharlÉlie Couture : chant, piano, guitares, synthétiseur
- Johnny Gale : guitares
- Keith Gale : guitare basse
- Jimmy Kober : batterie
- Peter Schott : orgue électronique (6), piano (6)

### Production
- Michael Frondelli : ingénieur du son
- Robert Saccomano : assistant
- Martine Duboy - B. Scout : pochette
- Christian Lemasson : management et soutien